# Luga (by)
Luga (russisk: Лу́га; finsk: Laukaa; votisk: Laugaz) er en by i Leningrad oblast i det vestlige Rusland, beliggende ved floden Luga, 140 kilometer syd for Sankt Petersborg. Byen har 37.015 (2024) indbyggere.
Luga grundlagdes ved bredden af floden med samme navn efter påbud af Katarina den Store den 3. august 1777. Byen spillede en stor rolle i 2. verdenskrig.